# Periceiu Mic
Periceiu Mic – wieś w Rumunii, w okręgu Sălaj, w gminie Pericei. W 2011 roku liczyła 14 mieszkańców.